# Denali Borough
Denali Borough is een borough in de Amerikaanse staat Alaska.
De borough heeft een landoppervlakte van 33.021 km² en telt 1.893 inwoners (volkstelling 2000). De hoofdplaats is Healy.